# Brenno
Brenno Oliveira Fraga Costa, mais conhecido como Brenno (Sorocaba, 1 de abril de 1999), é um futebolista brasileiro que atua como goleiro. Atualmente joga pelo Fortaleza.

## Carreira

### Antecedentes
Nascido em Sorocaba, São Paulo, começou a treinar no clube em 2012 e passou um ano em avaliação até ingressar de fato nas categorias de base do Desportivo Brasil em 2013. Além disso, teve uma curta passagem de empréstimo às categorias de base do clube chinês Shandong Luneng em 2015. Após se destacar na Copa São Paulo de Futebol Júnior de 2016, foi emprestado às categorias de base do Grêmio em 2016, sendo comprado em definitivo no ano seguinte.

### Grêmio
Ganhou evidência na equipe após a saída de Léo Jardim para o Rio Ave, de Portugal. Quando foi inscrito, com o número 13, na Copa Libertadores da América de 2018 no lugar deste último. Brenno atuou no grupo de transição antes de ascender aos profissionais e foi a terceira opção para a meta gremista, atrás de Paulo Victor e Júlio César. Renovou seu contrato em 31 de agosto de 2018, com o novo vínculo indo até o final de 2021.
Fez sua primeira partida como profissional pela primeira vez em 17 de março de 2019, em uma vitória em casa por 1 a 0 em um clássico contra o Internacional em casa, pelo Campeonato Gaúcho de 2019. Júlio César iniciaria a partida, mas passou mal durante o aquecimento, o que oportunizou então Brenno, na época com 19 anos, estrear profissionalmente.
Brenno já disputou três jogos em 2019 e 2020 com o time profissional do Grêmio, mas todas as oportunidades aconteceram em condições excepcionais, sendo então, uma terceira opção para a meta gremista. Desde então, Brenno vinha esperando oportunidades. Ele chegou a ser sondado pelo Boavista, de Portugal, o clube português tentou um empréstimo de uma temporada com opção de compra de 2,3 milhões de euros, mas a negociação não avançou. O goleiro foi visto pela comissão técnica da equipe gaúcha como um jogador de grande potencial.
A vaga em jogos oficiais de Brenno só veio com a oscilação de Vanderlei, as falhas de Paulo Victor e a decisão de usar jovens no início da temporada de 2021. Seu retorno à titularidade aconteceu em 13 de março, em uma vitória fora de casa por 2 a 0 sobre o Esportivo, pelo Campeonato Gaúcho de 2021. Aos poucos, ainda também com a conquista do Campeonato Gaúcho, Brenno ganhou mais espaço e confiança na equipe e atuando mais jogos como titular do gol gremista na temporada.
Em 5 de maio de 2021, após ser um dos destaques na temporada, Brenno renovou seu contrato com o Grêmio. Dessa vez, por um novo vínculo com o clube até o fim de 2024.
Após não ser escalado com regularidade, em agosto de 2023 foi emprestado ao Bari pelo período de um ano, com opção de compra. Para concretizar o empréstimo, o atleta renovou seu contrato com o Grêmio até a metade de 2025.

## Seleção Nacional

### Seleção Olímpica
Em 14 de maio de 2021, Brenno foi convocado pela primeira vez pela Seleção Brasileira Olímpica pelo técnico André Jardine, para amistosos preparatórios contra Cabo Verde e contra a Sérvia. Estreou pela primeira vez em 8 de junho, entrando como titular em um amistoso que terminou em vitória para o Brasil por 3 a 0 sobre a Sérvia. Em 17 de junho, Brenno foi um dos 18 convocados para representar o Brasil na disputa dos Jogos Olímpicos.

## Estatísticas
- Atualizado até 31 de julho de 2021[30]

| Clube             | Temporada         | Campeonato nacional[a] | Campeonato nacional[a] | Copa nacional[b] | Copa nacional[b] | Competições continentais[c] | Competições continentais[c] | Outras competições[d] | Outras competições[d] | Total | Total |
| Clube             | Temporada         | Jogos                  | Gols                   | Jogos            | Gols             | Jogos                       | Gols                        | Jogos                 | Gols                  | Jogos | Gols  |
| ----------------- | ----------------- | ---------------------- | ---------------------- | ---------------- | ---------------- | --------------------------- | --------------------------- | --------------------- | --------------------- | ----- | ----- |
| Grêmio            | 2017              | 0                      | 0                      | —                | —                | —                           | —                           | —                     | —                     | 0     | 0     |
| Grêmio            | 2018              | 0                      | 0                      | 0                | 0                | 0                           | 0                           | 0                     | 0                     | 0     | 0     |
| Grêmio            | 2019              | 0                      | 0                      | 0                | 0                | 0                           | 0                           | 2                     | 0                     | 2     | 0     |
| Grêmio            | 2020              | 0                      | 0                      | 0                | 0                | 0                           | 0                           | 1                     | 0                     | 1     | 0     |
| Grêmio            | 2021              | 4                      | 0                      | 0                | 0                | 7                           | 0                           | 14                    | 0                     | 25    | 0     |
| Total na carreira | Total na carreira | 4                      | 0                      | 0                | 0                | 7                           | 0                           | 17                    | 0                     | 28    | 0     |

- a. ^ Jogos do Campeonato Brasileiro (Série A)
- b. ^ Jogos da Copa do Brasil
- c. ^ Jogos da Copa Libertadores da América e Copa Sul-Americana
- d. ^ Jogos da Campeonato Gaúcho, Recopa Gaúcha, torneios e amistosos